# Тиршолц
Тиршолц (рум. Târșolț) — село у повіті Сату-Маре в Румунії. Адміністративний центр комуни Тиршолц.
Село розташоване на відстані 444 км на північний захід від Бухареста, 39 км на північний схід від Сату-Маре, 132 км на північ від Клуж-Напоки.

## Населення
За даними перепису населення 2002 року у селі проживали 2618 осіб, усі — румуни. Усі жителі села рідною мовою назвали румунську.